# Banjarsari Wetan (Dagangan)
Banjarsari Wetan is een bestuurslaag in het regentschap Madiun van de provincie Oost-Java, Indonesië. Banjarsari Wetan telt 3633 inwoners (volkstelling 2010).